# Мария де Бурбон-Монпансье
Мария де Бурбон, герцогиня де Монпансье (фр. Marie de Bourbon-Montpensier, 15 октября 1605, Замок Гайон — 4 июня 1627, Париж) — герцогиня Орлеанская, первая супруга Гастона Орлеанского и мать Анны де Монпансье, «Великой Мадемуазель».

## Биография
Мария де Бурбон-Монпансье родилась в замке Гайон, в бывшей провинции Нормандия. Она была единственным ребёнком герцога и герцогини де Монпансье. В возрасте двух лет она была помолвлена со вторым сыном короля Франции Генриха IV, Николя Анри, герцогом Орлеанским, но он умер в возрасте четырёх лет в 1611 году. Затем она была обручена с его братом Гастоном, герцогом Орлеанским, младшим братом и наследником короля Людовика XIII.
После смерти отца в 1608 году Мария стала герцогиней Монпансье в своём праве. Гастон не хотел вступать с Марией в брак по договорённости, но на этом настояли его брат, Людовик XIII, и кардинал Ришельё, поскольку она была единственной наследницей огромного состояния.
Церемония бракосочетания состоялась в Нанте 6 августа 1626 года в присутствии Людовика XIII, его жены, королевы Анны Австрийской, и Марии Медичи, королевы-матери.
У супругов была одна дочь:
- Анна Мария Луиза Орлеанская (29 мая 1627 — 3 апреля 1693), герцогиня де Монпансье

Мария умерла 4 июня 1627 года во Луврском дворце в Париже, в возрасте 21 года, вскоре после рождения дочери, которая, будучи её единственным ребёнком, унаследовала состояние и титулы матери. Она была похоронена в королевской базилике Сен-Дени, к северу от Парижа.

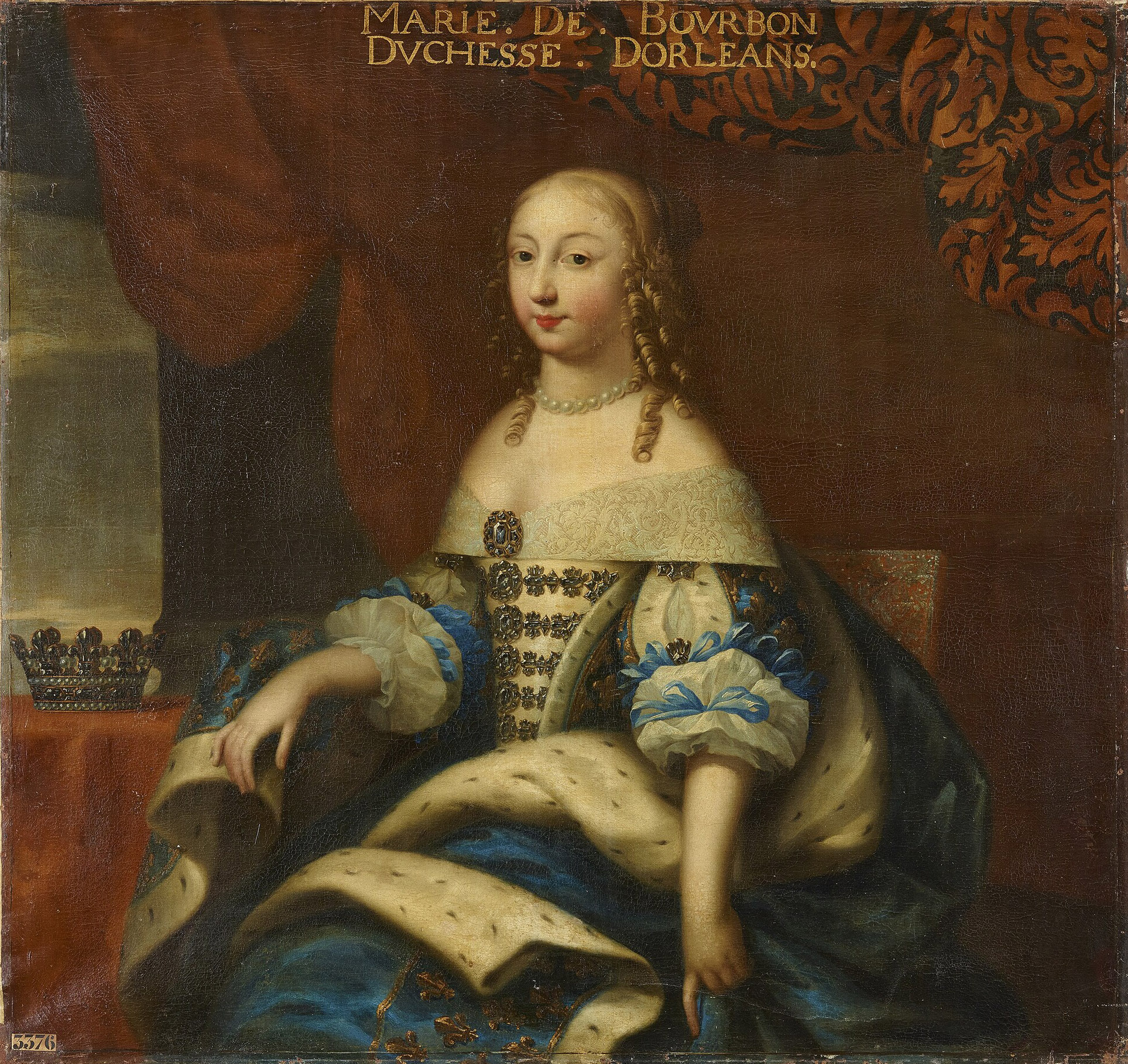
Мария де Бурбон, герцогиня де Монпансье